# Монархијанство
Монархијанство или монархијанизам (гр: моно - једно; архе - начело) је христолошко учење које наглашава јединство Бога.
Монархијанизам се развио у два облика:
1. динамички монархијанизам — учи да је Исус, рођен као човек, после крштења снагом (динамички) јединог Бога уздигнут на ниво божанства, поставши Месија и Спаситељ људи.
2. модализам — сматра да је Исус облик (модус) испољавања Бога. Зачетник овог учења је Ноет из Смирне.

Монархијанско учење се сматра донекле сличним адопционизму. 